# Міґел Тавареш
Міґел Таваріш Родріґіш (порт. Miguel Tavares Rodrigues; нар. 2 березня 1993, Вентейра) — португальський волейболіст, пасувальник, гравець збірної Португалії і клубу польської Плюс Ліги «Алюрон Варта» (Заверці).

## Життєпис
Народився 2 березня 1993 року у Вентейрі.
Вихованець клубу «Бенфіка» (Лісабон), у команді якого виступав, зокрема, у 2004—2013 роках, де й почав свою дорослу кар'єру. Після цього грав у клубах «Лпр Воллей» (П'яченца, Італія, 2014—2016), «Туркуен Лілль Метрополь» (Франція, 2016—2018), «Ренн» (2018—2019), «Купрум» (Любін, 2019—2021). Із сезону 2021—2022 — гравець клубу польської Плюс Ліги «Алюрон Варта» із Заверців.

### Досягнення
У збірній
- володар Кубка претендентів 2018.

Клубні
- чемпіон Португалії 2013, 2014,
- володар Кубка Польщі 2024[2].